# Cantón de Cañas
Cañas es el sexto cantón de la provincia de Guanacaste, Costa Rica. Su cabecera es la homónima ciudad de Cañas.

## Toponimia
Antes de bautizarlo con el nombre de Cañas, llevaba por nombre de Escarbadero. Se dice que luego se le da el nombre de Las Cañas a razón de que en los márgenes del río Cañas existían grandes cantidades de caña brava y que luego el pueblo se estableció a orillas del río. Posteriormente se le llamó al pueblo sólo Cañas.

## Historia
Este cantón estuvo habitado por los originarios corobicíes, los cuales eran liderados por el cacique Corobicí. Estos aborígenes ocuparon la zona entre los ríos Lajas y Tenorio.
El lugar fue descubierto por Gil González Dávila en 1522, donde el fraile Martín de Bonilla en 1562 evangelizó entre 600 a 700 originarios. En 1751 Monseñor Pedro Agustín Morel de Santa Cruz, Obispo de Nicaragua y Costa Rica, efectuó la octava visita pastoral a la provincia de Costa Rica; posteriormente presentó un extenso informe de su viaje, en el cual indicó entre otras cosas que en el sitio denominado Las Cañas, a unas veinte leguas de ciudad Esparza, vivían unas veinte familias, así como existía una ermita de techo de paja, dedicada a San José, en donde celebró misa y bautizó a noventa personas.
La iglesia actual se consagró en el año 1966.

### Cantonato
En decreto ejecutivo No 9, del 12 de julio de 1878, Cañas se constituyó en cantón de la provincia Guanacaste.
Se designó como cabecera la población del mismo nombre con categoría de ciudad. En este decreto no se indicaron los distritos de este nuevo cantón.
Cañas procede del cantón de Bagaces, establecido este último en ley No 36 del 7 de diciembre de 1848.

## Ubicación
Sus límites son los siguientes:
- Norte: Guatuso
- Oeste; Bagaces
- Este: Tilarán y Abangares
- Sur: Nicoya y Abangares

## Geografía
Cantón de Cañas cuenta con un área de 687,05 km² y una altitud media de 73 m s. n. m.
Cañas tiene una forma alargada, con dirección noreste a suroeste, desde la divisoria de aguas de la Cordillera Volcánica de Guanacaste (parque nacional Volcán Tenorio), hasta las tierras bajas cerca de la desembocadura del río Tempisque. Bordea los ríos Bebedero y Tenorio en su límite occidental.
La anchura máxima es de sesenta y un kilómetros, en dirección noreste a suroeste, desde la naciente de quebrada Las Vueltas, a unos 4.400 metros al oeste de la cima del cerro Montezuma, hasta unos 2.500 metros al sur del muelle del Ferry Tempisque, en el litoral del Golfo de Nicoya.

## División administrativa
El cantón de Cañas consta de cinco distritos:
- Cañas
- Palmira
- San Miguel
- Bebedero
- Porozal

### Leyes y decretos de creación y modificaciones
- Decreto Legislativo 167 de 7 de diciembre de 1848 (Cañas es parte del cantón 4 Bagaces).
- Decreto 22 de 12 de julio de 1878 (Creación de este cantón).
- Acuerdo 465 de 22 de septiembre de 1913 (Crea el distrito 3, Tilarán).
- Decreto Legislativo 13 de 4 de junio de 1915 (Creación y límite del cantón Abangares, segregado de esta Unidad Administrativa).
- Ley 9 de 6 de junio de 1921 (Título de ciudad a la villa Cañas).
- Decreto Legislativo 170 de 21 de agosto de 1923 (Creación y límites del cantón Tilarán, segregado de esta Unidad Administrativa).
- Decreto 16 de 23 de septiembre de 1926 (Señala distrito Cañas y distritos de Tilarán).
- Ley 4541 de 17 de marzo de 1970 (Creación y límites de los cantones Upala y Guatuso, colindante con este cantón).
- Decreto Ejecutivo 24809-G de 30 de noviembre de 1995 (Creación de los distritos 2.º, 3.º, 4.º y 5.º).

## Demografía
Para el año 2022, Cantón de Cañas cuenta con una población estimada de 31 738 habitantes, y para el último censo efectuado, en 2011, Cantón de Cañas contaba con una población de 26 201 habitantes.
De acuerdo al censo nacional del 2011, la población del cantón era de 26 201 habitantes, de los cuales, el 8,1 % nació en el extranjero. El mismo censo destaca que había 7172 viviendas ocupadas, de las cuales, el 54,8 % se encontraba en buen estado y había problemas de hacinamiento en el 7,8% de las viviendas. El 80,0% de sus habitantes vivían en áreas urbanas.
Entre otros datos, el nivel de alfabetismo del cantón es del 96,4%, con una escolaridad promedio de 7,5 años.

## Economía
La economía del cantón se basa en dos grandes áreas el cultivo de la caña de azúcar y la producción de tilapias, además cañas cuenta con economías más pequeñas como son la ganadería, el arroz y el algodón, también hay actividad turística aunque esta última a menor escala y funciona más bien dentro del ámbito de turismo rural, algunos turistas se ven atraídos por el diseño de la iglesia central, diseñada por el célebre Otto Apuy.
El censo nacional de 2011 detalla que la población económicamente activa se distribuye de la siguiente manera:
- Sector Primario: 24,9 %
- Sector Secundario: 13,8 %
- Sector Terciario: 61,3 %

## Gobierno local
- Alcalde: Alexander Elizondo Duarte
- Primer(a) Vicealcalde(sa): Karina Herrera
- Segundo(a) Vicealcalde(sa): Antonio Achio